# Carlo Zinato
Carlo Zinato (Torcello, 18 dicembre 1890 – Vicenza, 23 giugno 1974) è stato un vescovo cattolico italiano.

## Biografia

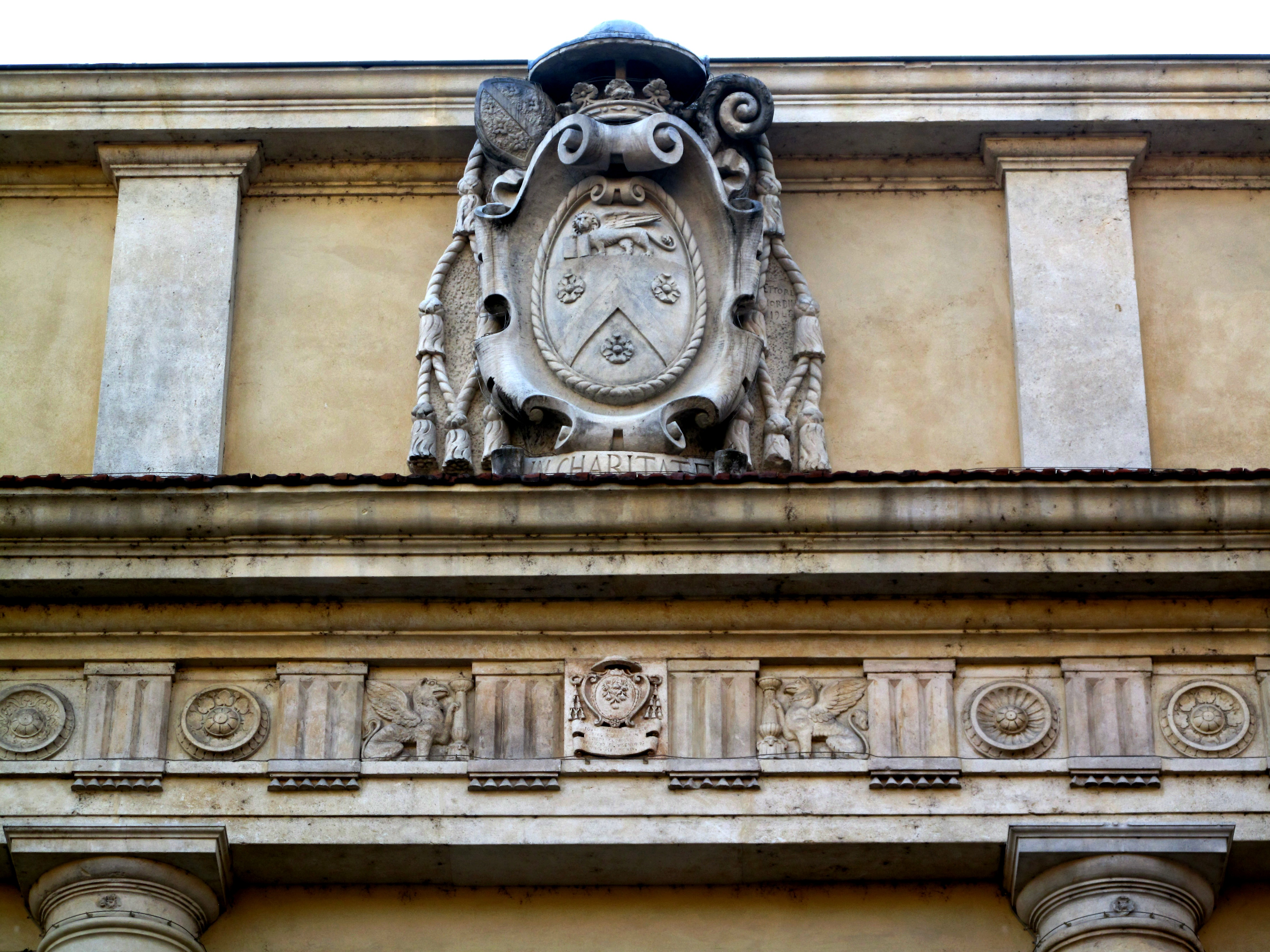
Stemma del vescovo Carlo Zinato al centro della facciata del palazzo vescovile di Vicenza

Nacque a Torcello, isola della Laguna Veneta settentrionale, terzultimo di undici figli.
Fu ordinato sacerdote nel 1913 e ricevette il dottorato in diritto canonico.
Preso possesso della diocesi di Vicenza il 7 settembre 1943, vi entrò il successivo 8 settembre: subito si trovò ad affrontare la caotica situazione conseguente all'armistizio dell'Italia e all'occupazione tedesca.
Dopo la seconda guerra mondiale governò energicamente la diocesi, distinguendosi peraltro per una notevole opera di resistenza culturale di fronte all'aggressione dei valori cattolici, iniziata negli anni cinquanta e sessanta proseguita poi negli anni settanta. Si oppose anche alla creazione di sale da ballo.
Nell'agosto 1945 fondò il settimanale diocesano, inizialmente col nome La Verità, che dopo due anni divenne La Voce dei Berici.
Divenne vescovo emerito l'11 settembre 1971, avendo retto la diocesi vicentina per ben 28 anni. Fra le sue opere si ricorda la ricostruzione e riconsacrazione della cattedrale di Vicenza dopo la distruzione bellica e la costruzione del seminario nuovo, che arrivò ad ospitare più di 600 alunni.
Durante il suo episcopato vi fu l'erezione di molte nuove parrocchie.
Morì a Vicenza il 23 giugno 1974 all'età di 83 anni.
Il suo corpo riposa in un sarcofago marmoreo nella cripta della cattedrale di Vicenza, accanto agli altri presuli vicentini.

## Genealogia episcopale e successione apostolica
La genealogia episcopale è:
- Cardinale Scipione Rebiba
- Cardinale Giulio Antonio Santori
- Cardinale Girolamo Bernerio, O.P.
- Arcivescovo Galeazzo Sanvitale
- Cardinale Ludovico Ludovisi
- Cardinale Luigi Caetani
- Cardinale Ulderico Carpegna
- Cardinale Paluzzo Paluzzi Altieri degli Albertoni
- Papa Benedetto XIII
- Papa Benedetto XIV
- Cardinale Enrico Enriquez
- Arcivescovo Manuel Quintano Bonifaz
- Cardinale Buenaventura Córdoba Espinosa de la Cerda
- Cardinale Giuseppe Maria Doria Pamphilj
- Papa Pio VIII
- Papa Pio IX
- Cardinale Alessandro Franchi
- Cardinale Giovanni Simeoni
- Cardinale Antonio Agliardi
- Cardinale Basilio Pompilj
- Cardinale Adeodato Piazza, O.C.D.
- Vescovo Carlo Zinato

La successione apostolica è:
- Arcivescovo Giuseppe Zaffonato (1944)
- Arcivescovo Egidio Negrin (1952)
- Vescovo Antonio Mistrorigo (1955)
- Vescovo Carlo Fanton (1967)